# Gnorimosphaeroma chejuense
Gnorimosphaeroma chejuense is een pissebed uit de familie Sphaeromatidae. De wetenschappelijke naam van de soort is voor het eerst geldig gepubliceerd in 1988 door Kim & Kim.